# 敵機
敵機（てきき、てっき）は、自分にとって敵性の機体を指す名称。主に航空機に用いられる。IFFを用いて敵味方の判断を行う。
対して、自分の搭乗する機体を指す場合は自機、自軍側の機体は友軍機または味方機、同じ部隊で編隊を組む友軍機を僚機と呼ぶ。
- 基本的に自機に対して攻撃を行い、有害である。
- ただし全てが有害とは限らない。前述した通りIFFを用いて敵味方を判断するため、それに搭乗する操縦者がスパイなどの味方である場合や、敵兵が亡命を望むなど何らかの理由により裏切り、敵性機体に搭乗したまま味方になる場合などは無害である。ただ、後者の場合はすぐに敵味方識別データを更新するため、即座に味方機に反転する場合がほとんどである。